# Östgöta Nationskapell

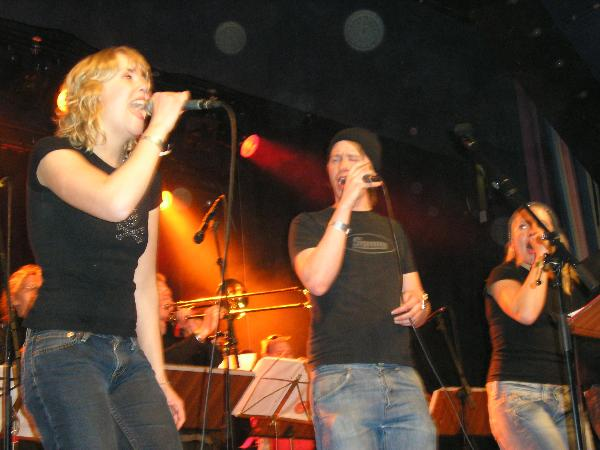
Kapellet spelar på STORK 2005

Östgöta Nationskapell, även kallat Kapellet, är  ett storband med studenter som bildades 1985 på Östgöta nation, Uppsala. Bandet spelar jazz vid högtidliga tillfällen, men grunden är soul, funk och pop. En av de traditionella och återkommande spelningar som Kapellet har är valborgsspelningen under champagnegaloppen på Östgöta nation . 
Under några år i början av 1990-talet var Kapellet sponsrade av Cloetta och hade kavajer med kexchokladmotiv.
Kapellet åker regelbundet och medverkar i studentorkesterfestivalen STORK/SOF .   
Kapellets stora genombrott kom med Valborgsspelningar under 1980 talet - ofta som kvällens höjdpunkt och sista band på nationerna. Spelningarna var fullsatta med dansande studenter och kön för att komma in slingrade sig ofta långt ut på gatan. Bandet bestod av 20 musiker och sångare samt ljud, ljus och övriga funktioner. Repertoaren 1988 var bland annat: Smoke on the water (Deep Purple), Honky tonk woman (Rolling Stones), Jag går på promenad (Lundell), Shake your tailfeather (Judy), Alla snubbar/Four brothers (Hendricks), See you later aligator (Guidry), Just a gigilo (Casucci), Everbody needs somebody (Berns), Watermelon men (Wonder), Things aint what they used be (Ellington), Gånglåt från Sala (Nyfjäll).

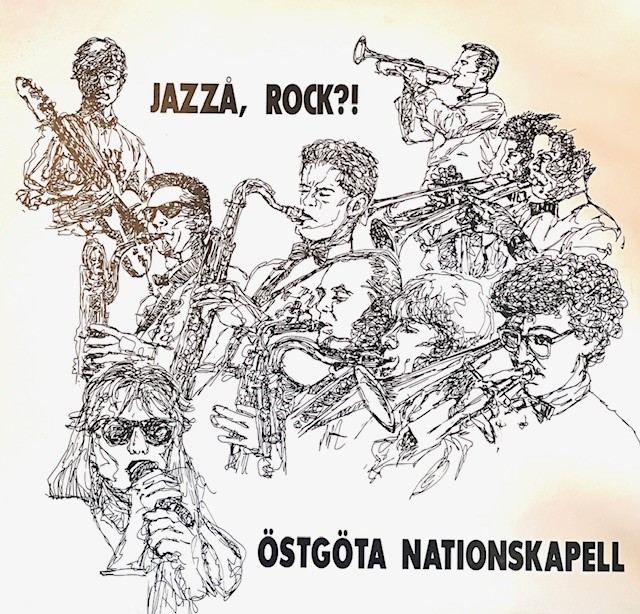
Skivomslag LP 1988

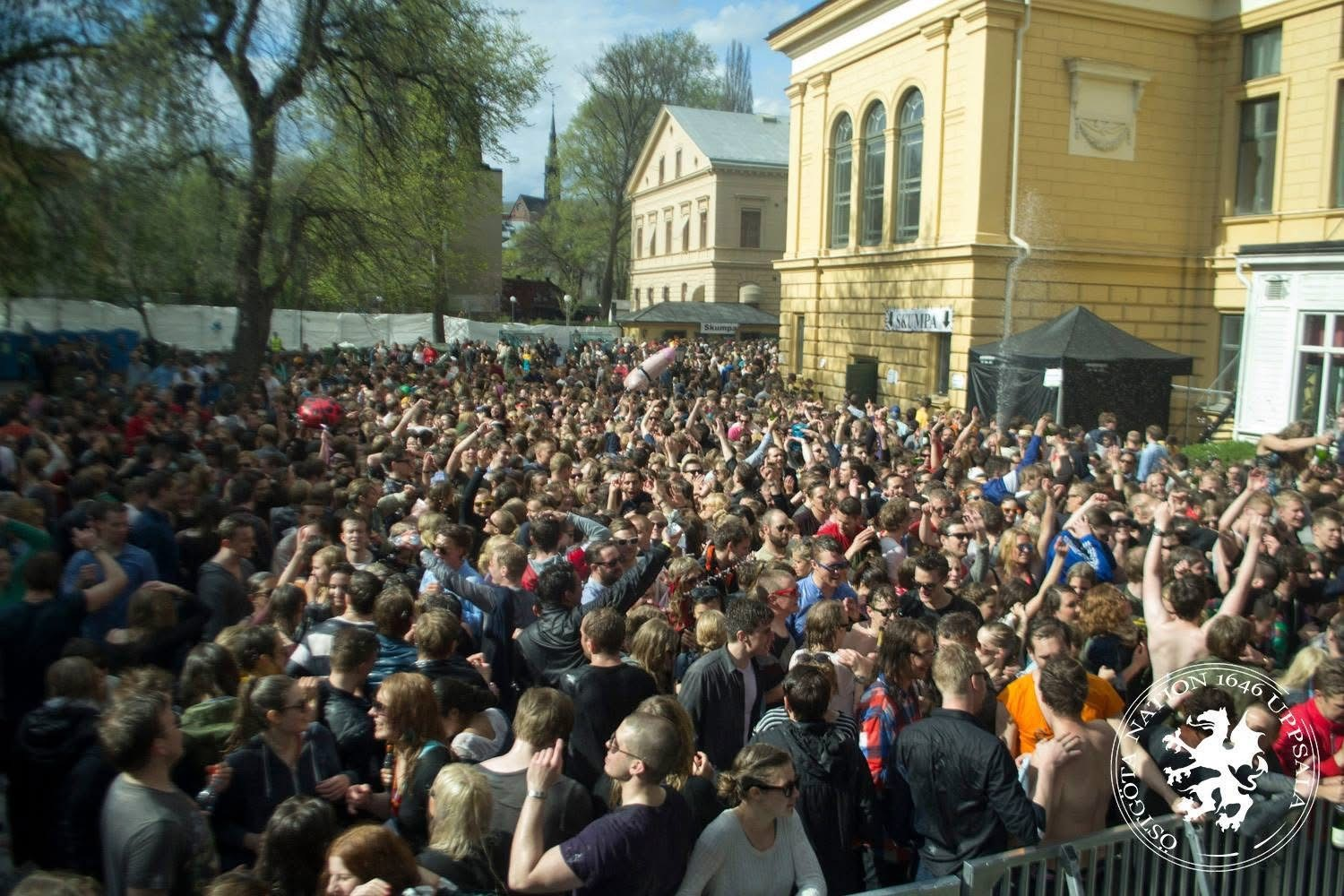
Valborgsspelning på Östgöta Nation Uppsala

Kapellets medlemmar 1988 var; Tomas Abrahamsson (trummor), Johan Jern (trummor lead), Anders Carlsson (tvättbräda), Tomas Malmström (tvättbräda/eldslukare), Anders Westerholm (piano/sång, Fredrik Ellwén (bas/gitarr), Gerhard Andersson (gitarr och bas), Tomas Engström (barytonsax), Jan-Erik Nyström (tenorsax), Mats Nyfjäll (tenorsax/arrangemang), Sakarias Åkerman(altsax/arrangemang), Roger Blomberg (trumpet), Jan Novosel (trumpet), Mats Andersson (trumpet), Peter Hylander (trombon), Tobbe Lundh (trombon), Annso Engdahl (sång), Karin Ekdal (sång), Mats Aronsson (sång), Hans Zettermark (sång), Jan Arfwidsson (ljus), Nina (affischer), Set Erdman (support), Erik Danko (foto), Boel Hägge (sång), Titti (sång), Erik Runestam (affisch/omslag), ÖNKOGS (alla fans), Tomas Eriksson (ljud/inspelning), Ulf Gärdebo (ljud/studioinspelning).

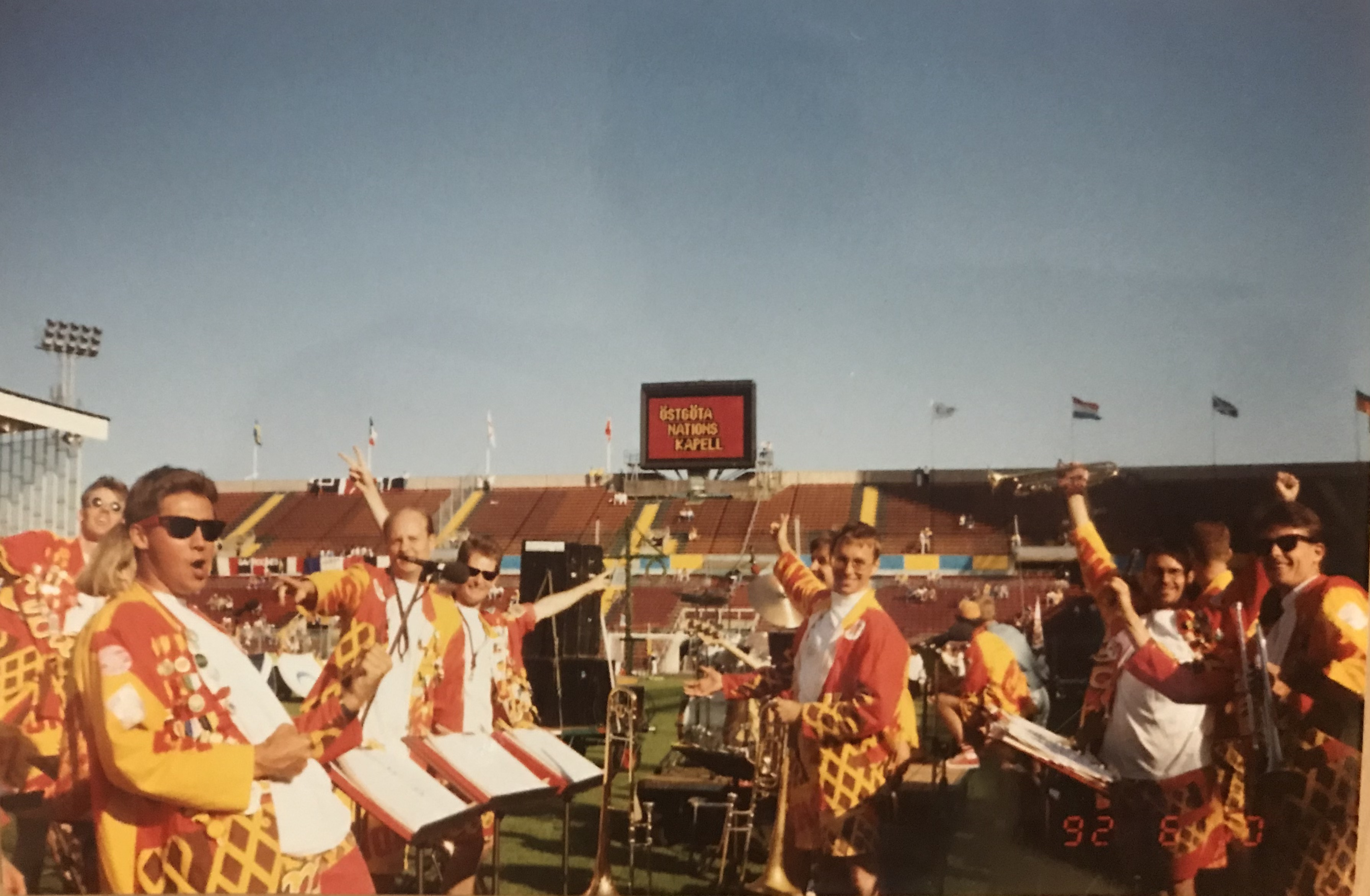
Fotbolls-EM Råsunda 1992

## Diskografi
- Kapellet Live 2004 (2004)
- Nu ökar vi trycket (1999)
- Äntligen fest med kapellet (1996)
- Yo (1992)
- Jazzårock (1988, LP)